# Biotecnologia alimentària
La biotecnologia alimentària consisteix en l'aplicació de la biologia als processos tecnològics i industrials de l'àmbit dels aliments. Dins la indústria alimentària, la biotecnologia és la ciència encarregada de generar nous aliments, dissenyar aliments que donin resposta a necessitats mèdiques dels seus consumidors, millorar significativament les activitats de transformació d'aliments dins la indústria i desenvolupar tècniques per a monitorar la seguretat dels aliments. Algunes de les aplicacions més conegudes de la biotecnologia alimentària són les fermentacions, sent aquestes un dels mètodes de conservació d'aliments més antics que es poden trobar. Destaquen les fermentacions del pa, la fermentació alcohòlica, i la fermentació làctica. També cal incloure dins la biotecnologia alimentària tot el camp dels prebiòtics i probiòtics, sent aquests últims microorganismes vius que s'administren a l'hoste i que hi exerceixen un efecte fisiològic beneficiós sobre la seva salut.
Tradicionalment, els tipus més comuns de biotecnologia alimentària han estat la fermentació làctica i alcohòlica així com la selecció artificial.
Actualment també es fa ús de la transgènesi per a generar organismes modificats genèticament.